# التغيرات في الدم أثناء الحمل
يتصف الحمل الطبيعي بتغيرات كبيرة في كل نظام عضوي تقريبا ليلائم مطالب الوحدة الجنينية - المشيمية. تحدث هذه التغييرات الدموية للأم لملاءمة حالة الحمل. وأهم التغييرات الدموية هي فقر الدم الفسيولوجي، وكثرة الخلايا البيضاء المتعادلة، ونقص بسيط بالصفيحات الدموية، وزيادة عوامل محفزات التخثر، وقلة انحلال الفيبرين.
كما تحدث تغييرات مصاحبة للحمل في حجم البلازما، وكريات الدم الحمراء، وكریات الدم البيضاء والصفيحات الدموية، وعوامل التخثر.

## حجم البلازما
يزداد حجم البلازما بنسبة من 10 إلى 15٪ في الحمل في الفترة من 6 - 12 أسبوع، وتكون الزيادة سريعة حتى الفترة من 30 إلى 34 أسبوع، ومن بعد ذلك بسيطة. ويبلغ معدل زيادة حجم البلازما عند اكتمال الحمل من 1100 إلى 1900 مل ويؤدي إلى زيادة في حجم البلازما يبلغ من 4700 إلى 5200 مل، بزيادة 30 إلى 50% أعلى مما عند المرأة الغير الحامل. وينقص حجم البلازما بعد الوضع مباشرة، ثم يزداد مرة أخرى في الفترة من 3-5 أيام بعد الولادة، ربما يكون ذلك بسبب الإرتفاع المتزامن في إفراز هرمون ألدوستيرون. ثم ينقص حجم البلازما، ولكنه يظل أعلى بنسبة من 10 إلى 15٪ فوق معدلاته لغير الحامل لفترة ثلاثة أسابيع بعد الولادة، إلا أنه عادة يكون في المعدلات الطبيعية لغير الحامل بعد ستة أسابيع من الولادة.
و يزداد، عادة، نشاط الرنين (بروتين الكلى) بالبلازما، أثناء الحمل ونقل، بعض الشيء، معدلات الببتيد الأذينية المدرة للصوديوم، مما يوحي بأن زيادة معدلات البلازما تمثل «حشوة ناقصة»؛ نظرا لتوسع الأوعية الجهازية والزيادة التالية في سعة الأوعية الدموية، أكثر من التوسع في حجم الدم الحقيقي، الذي قد ينتج عن عكس الصورة الهرمونية (نشاط رنين بلازما منخفض، وبيتيد أذيني مدر للصوديوم مرتفع) علاوة على ذلك، تنتظم درجة ثبات الصوديوم فسيولوجيا، حيث إن زيادة امتصاص الصوديوم لا يؤدي إلى المزيد من التوسع في البلازما.

## كريات الدم الحمراء
تبدأ كتلة كريات الدم الحمراء في الزيادة في الفترة من 8 إلى 10 أسابيع من الحمل، وتزداد بثبات بنسبة من 20 إلى 30٪ (250 - 450 مل) فوق المعدلات الطبيعية للمرأة غير الحامل بنهاية الحمل في النساء اللاتي يتلقين مكملات الحدید. وقد تزداد كتلة كريات الدم الحمراء بنسبة من 15 إلى 20%، بين النساء اللاتي لا يتلقين مكملات الحديد. كما يقل مدى عمر الكريات الحمراء بعض الشيء أثناء الحمل الطبيعي.
كما ويزداد الإريثروبويتين بنسبة 50% في الحمل الطبيعي وتتفاوت النسبة مع وجود مضاعفات في الحمل. وتؤدي زيادة الإريثروبويتين بالبلازما إلى الزيادة في حجم كريات الدم الحمراء، التي تدعم جزئيا متطلبات الأيض الأعلى للأكسجين أثناء الحمل. كما يقل متوسط الحجم الجسمى أثناء الحمل ويبلغ معدله من 80 إلى 84 فيمتوليتر سائلة في الثلاثة أشهر الأخيرة من الحمل.

## فقر الدم
يعتبر التوسع الكبير في حجم البلازما بالمقارنة إلى الزيادة في كتلة الهيموجلوبين وحجم الكريات الحمراء هو المسئول عن الانخفاض الضئيل في معدلات الهيموجلوبين (على سبيل المثال، فقر الدم الفسيولوجي أو التمددي في الحمل) كما هو ملاحظ. بالنساء في حالات الحمل الطبيعي. كما يظهر عدم التناسب الأكبر بين المعدلات التي يتم فيها إضافة البلازما والكريات الحمراء إلى الدورة الدموية للأم أثناء الفترة الأخيرة من الثلث الثاني إلى بداية الثلث الثالث للحمل (عادة يقاس أدنى معدل الهيماتوكريت «حجم الكريات الحمراء المكدوسة» في الفترة من 28 إلى 36 أسبوع ) ويزداد تركيز الهيموجلوبين عند اقتراب موعد الوضع؛ نظرا إلى توقف زيادة حجم البلازما وكذلك الزيادة المستمرة في كتلة الهيموجلوبين. وبالعكس، فإن غياب فقر الدم الفسيولوجي يظهر كعامل خطر بالنسبة لوفيات الأجنة.
إن وضع تعريف جيد ودقيق لفقر الدم عند المرأة الحامل مسألة ليست بسيطة نظرا للتغييرات المصاحبة للحمل في حجم البلازما وكتلة كريات الدم الحمراء، والاختلافات الطبيعية في تركيز الهيموجلوبين بين المرأة والرجل، والاختلاف العرقي بين المرأة البيضاء والسوداء، والاستخدام المتكرر لمكملات الحديد في الحمل. وقد قامت مراکز المكافحة والوقاية من الأمراض بتعريف فقر الدم بانخفاض معدلات الهيموجلوبين لأقل من 11 جرام / ديسيليتر (معدل الهيماتوكريت «حجم الكريات الحمراء المكدوسة» أقل من 32٪) بالثلث الأول والثالث من الحمل وأقل 10.5 جرام / ديسيلتر (معدل الهيماتوكريت أقل من 32٪) بالثلث الثاني من الحمل.
وبما أن معدلات الهيموجلوبين والهيماتوكريت للبالغين أقل في الأمريكان من أصل أفريقي، يوصي معهد الطب بخفض معدل الهيموجلوبين الأدني بنسبة 0.8 جرام لكل 100 مل لهؤلاء السكان.
و تعد النساء اللائي يتدنى معدل الهيموجلوبين لديهن إلى أقل من هذه المعدلات مصابات بفقر الدم وينبغي أن يخضعن لتقييم معیاري. ويصاب من ستة عشر إلى تسعة وعشرين في المائة من النساء الحوامل بفقر الدم في الثلاثة أشهر الأخيرة من الحمل۔
إن فقر الدم الشدید مع نسبة الهيموجلوبين في الأم أقل من 6 جرام / ديسيليتر يصاحبه انخفاض في حجم السائل الأمنيوسي، واتساع بالأوعية الدموية الدماغية للجنين، وأنماط غير مطمئنة لمعدل ضربات قلب الجنين. وقد ذُكر أيضا مخاطر متزايدة من الابتسار، والإجهاض التلقائي، ووزن منخفض عند الولادة، وقصور في النمو، ووفاة الأجنة. ويحتاج استخدام اللاكتوفيرين لمعالجة فقر الدم الناجم عن نقص الحديد في الحمل إلى المزيد من البحث حيث يقوم اللاكتوفيرين بتكوين مركب خطافي مع أيونا الجديد، وإنقاص الإنترولكين-6، وبهذه الطريقة ينقص بروتين تنظيم الحديد في الجسم "hepcidin" ويزيد التعبير الجينيي للفيروبورتين.

## احتياجات الحدید
إن متوسط الاحتياجات من الحديد للحامل، في حمل وحيد الجنين تقريبا 1000 مليجرام على مدار فترة الحمل: 300 مج تقريبا للجنين والمشيمة و 500 مج تقريبا، إن كان متوفرا، للتوسع في كتلة الهيموجلوبين للحامل ويفقد مائتين مليجرام عبر الأمعاء، والبول، والجلد. ونظرا لأن معظم النساء ليس لديهن مخزون كاف من الحديد لتغطية مطالب الحمل، جرت العادة لوصف الحديد إما ضمن فيتامينات قبل الولادة المتعددة وإما كمكمل منفصل. وبشكل عام، فإن السيدات اللاتي يأخذن مكملات حديد لديهن متوسط تركيز هيموجلوبين أعلى واحد جرام لكل ۱۰۰ ملليلتر من السيدات اللاتي لا يأخذن مكملات. ويوضح الجدول التالي نسب الحديد الطبيعية للحمل
| حديد البلازما                                            | 40 - 175 ميكروجرام / ديسيلتر |
| -------------------------------------------------------- | ---------------------------- |
| سعة مجموع البلازما الملزم للحديد                         | 40 - 175 ميكروجرام / ديسيلتر |
| تشبع الترنسفيرين "بيتاغلوبيولين ينقل الحديد في البلازما" | 16 - 60 %                    |
| فرتين الدم                                               | 10 ميكروجرام / ديسيلتر       |

## الإحتياجات من الفولات (حمض الفوليك)
تستلزم الزيادة في كتلة كرات الدم الحمراء احتياجات متزايدة من حمض الفوليك. ففي السيدات غير الحوامل، تكون احتياجات حمض الفوليك اليومية من 50 إلى 100 مج / يوميا. ولكن نظرا لأن نقص الفولات يصاحبه عيوبه بالأنبوب العصبي (وربما عيوب خلقية أخرى) فضلا عن فقر الدم كبير الكريات، فتنصح جميع السيدات اللاتي في سن الإنجاب، باستهلاك 0.4 مج من حمض الفوليك يوميا.
الجدول رقه (۱۰۱)، فيسيا مؤشرات الحديد الطبيعية أثناء الحمل

## عدد الصفيحات الدموية
على الرغم من أن عدد الصفيحات الدموية في معظم النساء الحوامل أثناء مراحل الحمل غير المصحوب بمضاعفات يظل في النطاق الطبيعي غير الحامل ، إلا أن متوسط عدد الصفيحات الدموية للنساء الحوامل ربما يكون أقل بقليل منه في النساء الأصحاء الغير حوامل. وفي حالة تعداد الصفيحات الدموية المتسلسل أثناء مراحل الحمل غير المعقدة قد ينخفض عدد الصفيحات الدموية  أو لا ينخفض ، لكن القيم المتوسطة في هذه المجموعات لا تعكس بالضرورة كلا من الزيادات والانخفاضات في المرأة. وقد تم تسجيل الحد الأدنى من العدد الطبيعي للصفيحات الدموية في الحمل ليكون 106,000 - 120,000 صفيحات / میکرولتر.

## نقص الصفيحات الدموية
ومن أهم الاعتبارات المتعلقة بفسيولوجيا صفيحات الدم أثناء الحمل والولادة شي نقص صفيحات الدم، والتي قد تكون مصاحبة لمضاعفات الحمل (على سبيل المثال، مقدمة الأرتعاج الشديد، ومتلازمة هيلب)، أو اضطرابات طبية (على سبيل المثال، فرفرية قلة الصفيحات المجهول السبب، ومتلازمة فرفرية قلة الصفيحات الانحلالية الخثارية البولية)، أو مصاحبة للحمل. ويوصف نقص صفيحات الدم الحملي أو العرضي بنقص بسيط بالصفيحات الدموية في الثلث الثالث من الحمل وبدون أي أعراض وبدون أن يكون هناك تاریخ سابق لنقص صفيحات الدم (بخلاف الموجود في حمل سابق). ولا يصاحب هذه الحالة عقابيل أمومية، جنينية، أو وليدية. وتختفي بعد الولادة تلقائيا. وعادة ما يكون عدد الصفيحات الدموية أكبر من 70,000 / ميكرولتر.